# Langues palaihnihanes
Les langues palaihnihanes sont une petite famille de langues amérindiennes parlées dans le nord de la Californie.
Les langues palaihnihanes ont été rattachées à l'hypothétique famille des langues hokanes.

## Classification des langues palaihnihanes
Les langues palaihnihanes sont au nombre de deux : 
- Achumawi
- Atsugé ou atsugewi